# Lyndhurst (Ohio)
Pour les articles homonymes, voir Lyndhurst.
Lyndhurst est une ville du comté de Cuyahoga, dans l’État de l’Ohio aux États-Unis. Lors du recensement de 2010, sa population s’élevait à 14 001 habitants. Sa superficie totale est de 11,50 km2.

## Source
- (en) Cet article est partiellement ou en totalité issu de l’article de Wikipédia en anglais intitulé « Lyndhurst, Ohio » (voir la liste des auteurs).